# Джиджітка білохвоста
Джиджі́тка білохвоста (Podoces biddulphi) —  вид горобцеподібних птахів родини воронових (Corvidae). Ендемік Китаю.

## Опис
Довжина птаха становить 26,7–31,2 см, самці важать 134–141 г, самиці 120–132 г. Довжина крила становить 148–155 мм, довжина хвоста 103–108 мм, довжина цівки 46–48 мм, довжина дзьоба 54–58 мм. Голова велика, округла, дзьоб міцний, вигнутий, загострений, крила довгі, округлої форми, дещо загнуті донизу, хвіст серендньої довжини з рівним кінцем, лапи довгі, міцні, будова тіла загалом кремезна. 
Тім'я, потилиця і задня частина шиї чорні з синім або пурпуровим відблиском. Підборіддя, верхня частина горла і щоки чорні, пера на них мають білі кінчики, навколо дзьоба тонка чорна смуга. Решта голови і тіло піщано-рудуваті, верхня частина тіла має рожевуватий відтінок, нижня частина тіла світліша, боки кремово-коричневі. Крила синювато-чорні, блискучі, першорядні махові пера білі з чорними кінчиками, біля основи чорні., другорядні махові пера мають білі кінчики. Стернові пера білі з чорними смугами, що не доходять до кінця. Очі темно-карі, дзьоб і лапи чорні.

## Поширення і екологія
Білохвості джиджітки мешкають в пустелі Такла-Макан, від Яркенда на схід до озера Лобнор. Вони живуть в піщаних пустелях, місцями порослих чагарниками і невисокими деревами, зокрема тополями. Зустрічаються парами або невеликими сімейними зграйками, ведуть наземний спосіб життя, однак більше літають, ніж інші джиджітки. Живляться комахами, яких шукають серед піска. Гніздо чашоподібне, розміщується в чагарниках або на невисоких деревах. Від кладці від 1 до 3 світло-блакитнувато-зелених яєць, поцяткованих коричневими плямками.

## Збереження
МСОП класифікує стан збереження цього виду як близький до загрозливого. За оцінками дослідників, популяція білохвостих джиджіток становить від 8200 до 13400 дорослих птахів. Їм загрожує знищення природного середовища.